# Нова П'ятина
Нова П'я́тина (рос. Новая Пятина) — село у складі Нижньоломовського району Пензенської області, Росія.
Населення — 271 особа (2010; 338 у 2002).
Національний склад станом на 2002 рік:
- росіяни — 99 %